# Mokrý Háj
Mokrý Háj es un municipio del distrito de Skalica en la región de Trnava, Eslovaquia, con una población estimada a final del año 2024 de 680 habitantes.
Se encuentra ubicado al norte de la región, en los pequeños Cárpatos y cerca del río Váh (cuenca hidrográfica del Danubio) y de la frontera con la República Checa.

## Demografía
| Año        | 1994 | 2004    | 2014     | 2024    |
| ---------- | ---- | ------- | -------- | ------- |
| Población  | 578  | 623     | 712      | 680     |
| Diferencia |      | +7,78 % | +14,28 % | −4,49 % |

| Año        | 2023 | 2024    |
| ---------- | ---- | ------- |
| Población  | 702  | 680     |
| Diferencia |      | −3,13 % |